# Vrhbosanska nadbiskupija
Vrhbosanska nadbiskupija ili Sarajevska nadbiskupija je teritorijalno najveća upravna jedinica Katoličke Crkve u Bosni i Hercegovini. Obuhvaća središnji i sjeveroistočni dio Bosne. Ujedno je i metropolija kojoj su podložne biskupije Banjolučka, Mostarsko-duvanjska, Trebinjsko-mrkanska, a kao sufraganske su joj dodijeljene Skopska biskupija i Apostolski egzarhat za Makedoniju.
Ime nosi po sjedištu srednjovjekovne biskupije u mjestu Vrhbosni, nedaleko od današnjeg Sarajeva. Sjedište Nadbiskupije je u glavnom gradu Bosne i Hercegovine, Sarajevu u kojemu je katedrala iz 1889. godine izgrađena u ranogotičkom stilu po projektu Josipa pl. Vancaša i Vrhbosansko bogoslovno sjemenište. U Sarajevu je također sjedište Biskupske konferencije Bosne i Hercegovine i Vojnog ordinarijata u Bosni i Hercegovini.

## Povijest
Bosanska biskupija osnovana je između 1060. i 1075. godine. Jedan ju crkveni izvor spominje dva puta; prvi put u sastavu Splitske metropolije, a drugi put Dubrovačka metropolije; neko vrijeme nalazila se unutar Barske metropolije, a pretenzije na nju pokazivao je i kaločki metropolit.
U XII. i na početkom XIII. stoljeća bosanski biskupi služili su se u bogoslužju starocrkvenoslavenskim jezikom; nakon 1230. za biskupe dolaze stranci, uvode 
latinski jezik u bogoslužje. Temeljem optužbi o pojavi krivovjerja u Bosni, papa Inocet III. poslao je u Bosnu svojega legata Ivana de Casamarisa, kojemu su bosanski krstajni 1203. potpisali izjavu pravovjerja na Bilinom polju. 
Godine 1291. u Bosnu su došli franjevci, podigli mnoge samostane, 1340. osnovali kustodiju, potom i vikariju. Iscrpljena političkim i vjerskim podjelama 1463. godine, Bosna dolazi pod osmansku vlast. Biskupijom su upravljali apostolski vikari, najčešće franjevci.
Godine 1881. bulom "Iz ove slave" (Ex hac augusta) pape Leona XIII., apostolske vikare zamijenila je redovna hijerarhija, a biskupija je uzdignuta u nadbiskupiju. Za prvog nadbiskupa bio je imenovan Josip Stadler, koji je položio temelje novoga razvoja Katoličke crkve u Bosni i Hercegovini.
Zaštitnik Vrhbosanske nadbiskupije i naslov prvostolnice je Presveto Srce Isusovo, a suzaštitnici su Bezgrješno začeće Blažene Djevice Marije i sv. Josip.
Sarajevo je ne samo sjedište nadbiskupije i metropolije, nego i sjedište provincija i mnogih redovničkih zajednica, muških i ženskih: franjevačke provincije Bosne Srebrene, Služavki Maloga Isusa, jedine ženske družbe osnovane u Bosni i Hercegovini, koju je osnovao Josip Stadler, Sestre milosrdnice sv. Vinka Paulskog te Školskih sestara franjevki Bosansko-hrvatske provincije.
U Sarajevu se nalaze i tri bogoslovije: dijecezanska, franjevačka i Sjemenište Redemptoris Mater u Vogošći s dva teološka učilišta: Katoličkim bogoslovnim fakultetom i Franjevačkom teologijom. Na području nadbiskupije djeluju i dva dječačka sjemeništa: biskupijsko u Travniku i franjevačko u Visokom. Nadbiskupija ima i pet Katoličkih školskih centara, koji djeluju pod nazivom Sustav katoličkih škola za Europu, u Sarajevu, Travniku, Zenici, Tuzli i Žepču u kojima se školuju učenici svih nacionalnih i vjerskih pripadnosti. U Konjicu je morao biti zatvoren zbog malog broja djece. Katolički školski centri nastoje pružiti kvalitetno znanje i odgoj mladim ljudima koji će moći izrasti kako u dobre tako isto u dobre vjernike. Ove škole su otvorene za svu djecu raznih naroda i konfesija. 
Prije rata, točnije 1990. god. oživljen je i rad Caritasa Vrhbosanske nadbiskupije kojemu je komunistička vlast zabranila djelovanje 1946. godine. Po uzoru na Caritas, Franjevačka provincija Bosna Srebrena početkom rata u gradu Sarajevu franjevci osnivaju humanitarno–karitativnu organizaciju "Kruh sv. Ante" (1992.). Izdavaštvo u ovoj nadbiskupiji čine jedan tjednik, jedan mjesečnik i nekolicina časopisa.
U pastoralnom radu nadbiskupije osim biskupijskog klera djeluje i više redovničkih zajednica: najbrojniji su franjevci Bosne Srebrene, a nekoliko župa i ustanova vode isusovci, salezijanci i dominikanci. Osim spomenutih redovničkih zajednica u Vrhbosanskoj nadbiskupiji imaju svoje samostane i kuće sestre: Franjevke Marijine misionarke, Franjevke Isusa Nazarećanina, karmelićanke, Kćeri Božje ljubavi, Kćeri Marijine, Kćeri milosrđa, Klanjateljice krvi Kristove, klarise, Školske sestre franjevke Hercegovačke provincije i Uršulinke.
Nadbiskupija je dala nekoliko mučenika vjere: Drinske mučenice, slugu Božjeg Petra Barbarića, a za Josipa Stadlera je nedavno otvorena kauza.

## Grb nadbiskupije
Grb Vrhbosanske nadbiskupije u svom središnjem dijelu prikazuje oltarni kamen koji se nalazio u srednjovjekovnoj katedrali sv. Petra u Vrhbosni. Ispod njega je oznaka godine 1244. Te godine je posvećena katedrala u Vrhbosni, a po njoj je papa Leon XIII. nazvao novouspostavljenu biskupiju, u svojoj buli EX hac augusta. U vrhu grba je križ s dvostrukom vodoravnom prečkom, oznaka nadbiskupskog sjedišta. U donjem dijelu grba je vinjeta s natpisom na latinskom jeziku In corde Jesu (U Srcu Isusovu), inače i geslom prvog vrhbosanskog nadbiskupa Josipa Stadlera. Grb je dijelom uokviren i hrvatskim tropletom.
Službenim simbolom nadbiskupije grb je postao dekretom 748/2006 kardinala Vinka Puljića, a prigodom 125. obljetnice obnove redovne crkvene hijerarhije u Bosni i Hercegovini i uspostave Vrhbosanske nadbiskupije, 23. srpnja 2006.

## Ordinariji Vrhbosanske nadbiskupije
nadbiskup
      pomoćni biskup/nadbiskup koadjutor
| Slika | Ime i prezime                | U službi                                                                                 |
| ----- | ---------------------------- | ---------------------------------------------------------------------------------------- |
|       | Josip Stadler                | 1881. – 1918.                                                                            |
|       | Anton Bonaventura Jeglič     | 1897. – 1898.                                                                            |
|       | Ivan Šarić                   | 1922. – 1960.                                                                            |
|       | Marko Alaupović              | zbog odsutnosti nadbiskupa upravlja Nadbiskupijom 1945. – 1960., nadbiskup 1960. – 1970. |
|       | Smiljan Franjo Čekada O.F.M. | 1970. – 1976.                                                                            |
|       | Tomislav Jablanović          | 1971. – 1986.                                                                            |
|       | Marko Jozinović              | 1977. – 1990.                                                                            |
|       | Vinko Puljić                 | 1991. – 2022.                                                                            |
|       | Pero Sudar                   | 1993. – 2019.                                                                            |
|       | Tomo Vukšić                  | 2022. - trenutačno                                                                       |

## Uprava
Vrhbosanska nadbiskupija sastoji se od 4 arhiđakonata, 13 dekanata i 154 župa: U 13 dekanata živi 195.522 katolika prema podacima iz siječnja 2012. Površina Vrhbosanske nadbiskupije je 22.401 km². Na sjeveru graniči s Đakovačko-osječkom nadbiskupijom, na istoku s Beogradskom nadbiskupijom, na jugu s Mostarsko-duvanjskom biskupijom i na zapadu s Banjolučkom biskupijom. 
- Fojnički arhiđakonat:
  - Kreševski dekanat (na zemljovidu oznaka 4) - Dekan Kreševskog dekanata je OFM Stipan Radić u Lepenici. Unutar Kreševskog dekanata su župe: Banbrdo, Brestovsko, Busovača, Deževice, Fojnica, Gromiljak, Kiseljak, Kreševo, (ekspozitura Visoko).:[5]
    - Župa Banbrdo posvećena je sv. Ani i sjedište joj je u Lepenici.
    - Župa Brestovsko posvećena je Rođenju BDM i sjedište joj je u Brestovskom, Dugo polje bb.
    - Župa Busovača posvećena je sv. Anti Padovanskome i sjedište joj je u Busovači, Marka Alaupovića bb.
    - Župa Deževice posvećena je Snježnoj Gospi i sjedište joj je u Kreševu.
    - Župa Fojnica posvećena je Duhu Svetome i sjedište joj je u Fojnici, fra Anđela Zvizdovića 4.
    - Župa Gromiljak posvećena je Imenu Marijinu i sjedište joj je u Kiseljaku.
    - Župa Kiseljak posvećena je sv. Iliji Proroku i sjedište joj je u Kiseljaku, Crkveni put bb.
    - Župa Kreševo posvećena je Uznesenju BDM i sjedište joj je u Kreševu, Grge Martića 1. Župa-ekspozitura Visoko posvećena je sv. Bonaventuri i sjedište joj je u Visokom, Bosne Srebrene 4.[7]

  - Ramski (2) - Dekan Ramskog dekanata je OFM Mato Topić u Gračcu. Unutar Ramskog dekanata su župe: Doljani, Gračac, Obri, Prozor, Rama-Šćit, Rumboci, Solakova Kula, Uzdol, Žitače-Podhum.[5]
    - Župa Doljani posvećena je sv. Ani i sjedište joj je u Doljanima kod Prozora.
    - Župa Gračac posvećena je sv. Anti Padovanskome i sjedište joj je u Gračcu kod Prozora.
    - Župa Obri posvećena je Presvetome Srcu Isusovu i sjedište joj je u Ostrošcu, poštanski broj 88423, Kostajnica bb.
    - Župa Prozor posvećena je Presvetome Srcu Isusovu i sjedište joj je u Prozoru-Rami, Trg Josipa Stadlera bb.
    - Župa Rama-Šćit posvećena je Uznesenju BDM i sjedište joj je u Rami-Šćitu, poštanski broj 88445.
    - Župa Rumboci posvećena je sv. Franji Asiškome i sjedište joj je u Rami-Šćitu.
    - Župa Solakova Kula posvećena je sv. Iliji Proroku i sjedište joj je u Ostrošcu, Kostajnica bb.
    - Župa Uzdol posvećena je sv. Ivanu Krstitelju i sjedište joj je u Prozoru-Rami.
    - Župa Podhum-Žitače posvećena je sv. Anti Padovanskome i sjedište joj je u Buturović Polju.[7]

  - Sarajevski (1) - Dekan Sarajevskog dekanata je Marko Majstorović u Sarajevu, katedrala. Unutar Sarajevskog dekanata su župe: Briješće, Čemerno, Dobrinja, Goražde, Grbavica, Katedrala, Marijin dvor, Novi Grad, Novo Sarajevo, Pale, Stup, Tarčin, Vogošća.[5]
    - Župa Briješće posvećena je sv. Leopoldu Bogdanu Mandiću i sjedište joj je u Sarajevu, Briješće brdo 100.
    - Župa Čemerno posvećena je sv. Iliji Proroku i sjedište joj je u 71385 Srednje, Ljubina bb.
    - Župa Dobrinja posvećena je sv. Franji Asiškome i sjedište joj je u Sarajevu, Trg djece Dobrinje 1, župni stan je u Aleji Bosne Srebrene 111.
    - Župa Goražde posvećena je sv. Dominiku i sjedište joj je u Goraždu, Envera Aganovića bb.
    - Župa Grbavica posvećena je sv. Ignaciju i sjedište joj je u Sarajevu, Hercegovačka 1b.
    - Katedralna župa u Sarajevu posvećena je Presvetome Srcu Isusovu i sjedište joj je u Sarajevu, Josipa Stadlera 2.
    - Župa Marijin dvor posvećena je sv. Josipu i sjedište joj je u Sarajevu, Hercega Stjepana 6.
    - Župa Novi Grad posvećena je sv. Luki evanđelistu i sjedište joj je u Sarajevu, Bosanska bb.
    - Župa Novo Sarajevo posvećena je Presvetom Trojstvu i sjedište joj je u Sarajevu, Zmaja od Bosne 86.
    - Župa Pale posvećena je sv. Josipu Radniku i sjedište joj je na Palama, Srpskih ratnika 66.
    - Župa Stup posvećena je Uznesenju BDM i sjedište joj je na Stupu, Nikole Šopa 50, 71210 Ilidža.
    - Župa Tarčin posvećena je sv. Ivanu Krstitelju i sjedište joj je u Tarčinu, Bratstva i jedinstva 4.
    - Župa Vogošća posvećena je bl. Majci Tereziji i sjedište joj je u Donjoj Jošanici I/1, Vogošća.[7]

  - Sutješki dekanat (5) - Dekan Sutješkog dekanata je Anto Ćosić u Brezi. Unutar Sutješkog dekanata su župe: Borovica, Breza, Haljinići, Ilijaš, Jelaške, Kakanj, Kraljeva Sutjeska, Vareš, Vijaka, Vukanovići, ekspozitura Olovo.[5]
    - Župa Borovica posvećena je Preobraženju Gospodinovo i sjedište joj je u Varešu.
    - Župa Breza posvećena je sv. Barbari i sjedište joj je u Brezi, Filipa Lastrića 3.
    - Župa Haljinići posvećena je Uznesenju BDM i sjedište joj je u Haljinićima.
    - Župa Ilijaš posvećena je sv. Marku Evanđelistu i sjedište joj je u Ilijašu, Novo naselje bb.
    - Župa Jelaške posvećena je Uzvišenju sv. Križa i sjedište joj je u Stojčićima.[8]
    - Župa Kakanj posvećena je sv. Petru i Pavlu i sjedište joj je u Kaknju, Mehmeda Skopljaka 2.
    - Župa Kraljeva Sutjeska posvećena je sv. Ivanu Krstitelju i sjedište joj je u Kraljevoj Sutjesci.
    - Župa Vareš posvećena je sv. Mihovilu arkanđelu i sjedište joj je u Varešu, Put mira 25.
    - Župa Vijaka posvećena je Bezgrješnom začeću BDM i sjedište joj je u Gornjoj Vijaci bb, Vareš.
    - Župa Vukanovići posvećena je sv. Anti Padovanskome i sjedište joj je u Kaknju.
    - Župa-ekspozitura Olovo je svetište Majke Božje i sjedište joj je u Gornjem Olovu, Olovo.[7]
- Gučogorski arhiđakonat:
  - Bugojanski dekanat (3) - Dekan Bugojanskog dekanata je Ilija Ivoš župnik u Skopaljskoj Gračanici. Unutar Bugojanskog dekanata su župe: Bistrica, Bugojno, Dobretići, Glavice, Uskoplje, Kandija, Kupres, Otinovci, Podmilačje, Rastičevo, Skopaljska Gračanica, Suho Polje.[5]
    - Župa Bistrica posvećena je sv. Tereziji od Djeteta Isusa i sjedište joj je u Uskoplju.
    - Župa Bugojno posvećena je sv. Anti Padovanskome i sjedište joj je u Bugojnu, Kulina bana 31.
    - Župa Dobretići posvećena je sv. Anti Padovanskome i sjedište joj je u Dobretićima.
    - Župa Glavice posvećena je Presvetome Srcu Isusovom i sjedište joj je u Bugojnu, Rostovska bb.
    - Župa Uskoplje posvećena je Uznesenju BDM i sjedište joj je u Uskoplju, Kralja Tomislava bb.
    - Župa Kandija posvećena je sv. Iliji Proroku i sjedište joj je u Bugojnu.
    - Župa Kupres posvećena je sv. Obitelji i sjedište joj je na Kupresu, Kraljice Katarine 1.
    - Župa Otinovci posvećena je sv. Ivanu Krstitelju i sjedište joj je u Kupresu, Kraljice Katarine 1.
    - Župa Podmilačje posvećena je sv. Ivanu Krstitelju i sjedište joj je u Jajcu.
    - Župa Rastičevo posvećena je sv. Anti Padovanskome i sjedište joj je na Kupresu.
    - Župa Skopaljska Gračanica posvećena je Srcu Marijinu i sjedište joj je u Uskoplju, Humac bb.
    - Župa Suho Polje posvećena je Uznesenju BDM i sjedište joj je na Kupresu.[7]

  - Travnički dekanat (6) - dekan Travničkog dekanata je Mato Janjić. Unutar Travničkog dekanata su župe: Brajkovići, Bučići, Dolac, Guča Gora, Korićani, Nova Bila, Novi Travnik – Presveto Trojstvo, Novi Travnik – Uzašašće Gospodinovo, Ovčarevo, Pećine, Podkraj, Rankovići, Rostovo, Travnik, Turbe, Vitez.[5]
    - Župa Brajkovići posvećena je sv. Petru i Pavlu i sjedište joj je u Han Biloj.
    - Župa Bučići posvećena je sv. Martinu biskupu i sjedište joj je u Novom Travniku.
    - Župa Dolac posvećena je Uznesenju BDM i sjedište joj je u Docu na Lašvi.
    - Župa Guča Gora posvećena je sv. Franji Asiškome i sjedište joj je u Gučoj Gori.
    - Župa Korićani posvećena je sv. Iliji Proroku i sjedište joj je u Podkraju, Turbe.
    - Župa Nova Bila posvećena je sv. Duhu i sjedište joj je u Novoj Biloj, Bijeli put 1. U Novom Travniku su župe Presvetog Trojstva, sa sjedištem u Ivana Meštrovića bb, i Uzašašća Gospodinova, sjedište u fra Marijana Šunjića 15.
    - Župa Ovčarevo posvećena je sv. Mihovilu arkanđelu i sjedište joj je u Travniku.
    - Župa Pećine posvećena je Presvetomu Srcu Isusovom i sjedište joj je u Novom Travniku.
    - Župa Podkraj posvećena je sv. Ani i sjedište joj je u Podkraju, Turbe.
    - Župa Rankovići posvećena je sv. Josipu i sjedište joj je u Novom Travniku.
    - Župa Rostovo posvećena je sv. Iliji Proroku i sjedište joj je u Uskoplju.
    - Župa Travnik posvećena je sv. Ivanu Krstitelju i sjedište joj je u Travniku, Bosanska 97.
    - Župa Turbe posvećena je sv. Josipu Radniku i sjedište joj je u Turbetu, Varošlučki put bb.
    - Župa Vitez posvećena je sv. Jurju mučeniku i sjedište joj je u Vitezu, Zrinskih Frankopana 4.[7]

  - Žepački dekanat (7) - dekan Žepačkog dekanata je OFM Zdravko Anđić. Unutar Žepačkog dekanata su župe: Bistrica, Globarica, Lovnica, Lug-Brankovići, Maglaj, Novi Šeher, Osova, Radunice, Zavidovići, Zenica - Crkvica, Zenica - Čajdraš, Zenica - Klopče, Zenica - Sv. Ilija, Zenica - Sv. Josip, Žepče.[5]
    - Župa Bistrica posvećena je Uzvišenju sv. Križa i sjedište joj je u Žepču.
    - Župa Globarica posvećena je sv. Marija pomoćnica kršćana i sjedište joj je u Žepču.
    - Župa Lovnica posvećena je sv. Petru i Pavlu i sjedište joj je u Žepču.
    - Župa Lug-Brankovići posvećena je sv. Ivanu Krstitelju i sjedište joj je u Ozimici.
    - Župa Maglaj posvećena je sv. Leopoldu Bogdanu Mandiću i sjedište joj je u Maglaju, Ilijasa Smailagića bb.
    - Župa Novi Šeher posvećena je sv. Iliji Proroku i sjedište joj je u Novom Šeheru
    - Župa Osova posvećena je Uznesenju BDM i sjedište joj je u Žepču.
    - Župa Radunice posvećena je sv. Ani i sjedište joj je u Žepču.
    - Župa Zavidovići posvećena je sv. Josipu i sjedište joj je u Zavidovićima, Stjepana Radića 53. U Zenici su župe posvećene sv. Iliji Proroku, sjedište u Masarykovoj 66, sv. Josipu, sjedište u Strossmayerovoj 17,
    - župa Crkvica posvećena Bezgrješnom Začeću BDM sa sjedištem u Ivana Gundulića 24,
    - župa Čajdraš posvećena Srcu Isusovom i sa sjedištem u Zenici,
    - župa Klopče posvećena Uzvišenju sv. Križa i sjedištem na Ibrakovića putu 19.
    - Župa Žepče posvećena je sv. Anti Padovanskomu i sjedište joj je u Žepču, Stjepana Radića 5.[7]
- Plehanski arhiđakonat:
  - Derventski dekanat (11) -  Dekan Derventskog dekanata je OFM Ivan Marić u Koraću. Unutar Derventskog dekanata su župe: Bijelo Brdo, Bosanski Brod, Brusnica, Bukovica, Cer, Derventa, Foča, Gornja Močila-Sijekovac, Kolibe, Koraće, Kulina, Novo Selo, Plehan, Sočanica, Žeravac.[5]
    - Župa Bijelo Brdo posvećena je sv. Ivanu Krstitelju i sjedište je u Derventi.
    - Župa Bosanski Brod posvećena je sv. Iliji proroku i sjedište je u ul. sv. Save 86, Bosanski Brod.
    - Župa Brusnica posvećena je Rođenju BDM i sjedište je u Vinskoj kod Broda.
    - Župa Bukovica posvećena je sv. Anti Padovanskome i sjedište je u Velikoj Bukovici kod Dervente, Bukovica 111.
    - Župa Cer posvećena je Kristu Kralju i sjedište je u Komarici 243, M. Sočanica.
    - Župa Derventa posvećena je sv. Jurju mučeniku i sjedište je na Trgu oslobođenja 20, Derventa.
    - Župa Foča kod Dervente posvećena je Prečistu Srcu Marijinu i sjedište je u Kotorskom, Foča bb.
    - Župa Gornja Močila-Sijekovac posvećena je sv. Anti Padovanskome i sjedište je u Gornjim Močilima bb, Bosanski Brod.
    - Župa Kolibe posvećena je sv. Mihovilu arhanđelu i sjedište je u Bosanskom Brodu.
    - Župa Koraće posvećena je Uznesenju BDM i sjedište je u Koraću 78, Bosanski Brod.
    - Župa Kulina posvećena je sv. Petru i Pavlu, a sjedište je u Kulina 102A, Kulina.
    - Župa Novo Selo posvećena je Presvetom Srcu Isusovu i sjedište je u Gornjim Kolibama, 74454.
    - Župa Plehan posvećena je sv. Marku evanđelistu i sjedište je u Kovačevcima 36, Derventa.
    - Župa Veliki Prnjavor - Mala Sočanica posvećena je sv. Anti Padovanskome i sjedište je u 74418 Maloj Sočanici, Komarica 243.
    - Župa Žeravac posvećena je sv. Franji Asiškome i sjedište je u Žeravcu 134, Derventa.[7]

  - Tuzlanski dekanat (8) - V.d. dekan Tuzlanskog dekanata je Vlatko Rosić. Unutar Tuzlanskog dekanata su župe: Breške, Dragunja, Drijenča, Husino, Lukavac, Morančani, Par Selo, Šikara, Tuzla, Zvornik i Živinice.[5]
    - Župa Breške posvećena je Uznesenju BDM i sjedište je u Doknju.
    - Župa Dragunja posvećena je sv. Leopoldu Bogdanu Mandiću i sjedište je u Podorašju.
    - Župa Drijenča posvećena je sv. Antunu Padovanskom i sjedište je u Šibošnici.
    - Župa Husino posvećena je Rođenju BDM i sjedište je na Husinu, u Pranjićima.
    - Župa Lukavac posvećena je sv. Anti Padovanskom i sjedište je u Lukavcu.
    - Župa Morančani posvećena je sv. Jurju mučeniku i sjedište je u Morančanima.
    - Župa Par Selo posvećena je sv. Ani i sjedište je u Dubravama Donjim.
    - Župa Šikara posvećena je sv. Franji Asiškom i sjedište je u Lipnici.
    - Župa Tuzla posvećena je sv. Petru i Pavlu i sjedište je u Tuzli.
    - Župa Zvornik posvećena je Presvetom Srcu Isusovu i sjedište je u Sarajevu u samostanu Bistriku.
    - Župa Živinice posvećena je sv. Ivanu Krstitelju i sjedište je u Živinicama.[7]

  - Usorski dekanat (10) - Dekan Usorskog dekanata je Boris Salapić u Komušini. Unutar Usorskog dekanata su župe: Bežlja, Doboj, Gornja Komušina, Jelah, Komušina, Sivša, Teslić, Ularice, Žabljak.[5]
    - Župa Bežlja posvećena je Rođenju BDM i sjedište joj je u Banji Vrućici, Bežlja 101.
    - Župa Doboj posvećena je Presvetom Srcu Isusovu i sjedište joj je u Doboju, Braće Jugovića 2.
    - Župa Gornja Komušina posvećena je sv. Petru i Pavlu i sjedište joj je u Blatnici.
    - Župa Jelah posvećena je sv. Ivanu Krstitelju i sjedište joj je u Jelahu.
    - Župa Komušina posvećena je Uznesenju BDM i sjedište joj je u Blatnici.
    - Župa Sivša posvećena je sv. Anti Padovanskome i sjedište joj je u 74230 Usori.
    - Župa Teslić posvećena je sv. Josipu i sjedište joj je u Tesliću, Karađorđeva 2.
    - Župa Ularice posvećena je sv. Iliji Proroku i sjedište joj je u 74230 Usori.
    - Župa Žabljak posvećena je sv. Ani i sjedište joj je u 74230 Usori.[7]
- Toliški arhiđakonat:
  - Brčanski dekanat (9) Dekan Brčanskog dekanata je Damir Ivanović. Unutar Brčanskog dekanata su župe: Bijeljina, Boće, Brčko, Dubrave, Gorice, Krepšić, Poljaci, Špionica, Ulice, Zovik.[5]
    - Župa Bijeljina posvećena je Prečistu Srcu Marijinu i sjedište joj je u Bijeljini, Vojvode Stepe 3.
    - Župa Boće posvećena je sv. Anti Padovanskomu i sjedište joj je u Boću.
    - Župa Brčko posvećena je Presvetomu Srcu Isusovu i sjedište joj je u Brčkome, Miroslava Krleže 5.
    - Župa Dubrave posvećena je Bezgrješnomu Začeću BDM i sjedište joj je u Seonjacima, Ravne-Brčko.
    - Župa Gorice posvećena je sv. Anti Pustinjaku i sjedište joj je u Krepšiću.
    - Župa Krepšić posvećena je Kraljici Krunice i sjedište joj je u Krepšiću.
    - Župa Poljaci posvećena je Snježnoj Gospi i sjedište joj je u Seonjacima.
    - Župa Špionica posvećena je sv. Josipu i sjedište joj je u Špionici, poštanski broj 75356.
    - Župa Ulice posvećena je Rođenju BDM i sjedište joj je u Seonjacima.
    - Župa Zovik posvećena je sv. Franji Asiškome i sjedište joj je u Gornjem Zoviku.[7]

  - Doborski dekanat (12) - Dekan Doborskog dekanata je Jakov Filipović u Odžaku. Unutar Doborskog dekanata su župe: Čardak, Donja Tramošnica, Garevac, Gornja Dubica, Gornja Tramošnica, Gradačac, Modriča, Novo Selo, Odžak, Pećnik, Posavska Mahala, Potočani, Srednja Slatina, Svilaj, Turić.[5]
    - Župa Čardak posvećena je Žalosnoj Gospi i sjedište joj je u Garevcu.
    - Župa Donja Tramošnica posvećena je sv. Ivanu Krstitelju i sjedište joj je u Tramošnici.
    - Župa Garevac posvećena je Mariji Majci Crkve i sjedište joj je u Garevcu.
    - Župa Gornja Dubica posvećena je sv. Josipu i sjedište joj je u Odžaku.
    - Župa Gornja Tramošnica posvećena je Gospi od Anđela i sjedište joj je u Tramošnici.
    - Župa Gradačac posvećena je sv. Marku Evanđelistu i sjedište joj je u Hazni bb, Gradačac.
    - Župa Modriča posvećena je Rođenju BDM i sjedište joj je u Modriči, Trg dr M. Jelića 13.
    - Župa Novo Selo posvećena je sv. Petru i Pavlu i sjedište joj je u Odžaku.
    - Župa Pećnik posvećena je sv. Alojziju Gonzagi i sjedište joj je u Vukosavlju.
    - Župa Posavska Mahala posvećena je Srcu Marijinu i sjedište joj je u Odžaku.
    - Župa Potočani posvećena je sv. Marku Evanđelistu i sjedište joj je u Potočanima 85, Odžak.
    - Župa Srednja Slatina posvećena je sv. Franji Asiškomu i sjedište joj je u Donjoj Slatini.
    - Župa Svilaj posvećena je Imenu Marijinu i sjedište joj je u Svilaju.
    - >Župa Turić posvećena je sv. Iliji Proroku i sjedište joj je u Pelagićevu, Turićki put 39/13.[7]

  - Šamački dekanat (13) - Dekan Šamačkog je OFM Anto Pušeljić u Orašju. Unutar Šamačkog dekanata su župe: Bosanski Šamac, Domaljevac, Grebnice, Kopanice, Orašje, Oštra Luka-Bok, Prud, Tišina, Tolisa, Vidovice.[5]
    - Župa Bosanski Šamac posvećena je Presvetomu Srcu Isusovu i sjedište joj je u Bosanskom Šamcu, Cara Dušana bb.
    - Župa Domaljevac posvećena je sv. Ani i sjedište joj je u Domaljevcu.
    - Župa Grebnice posvećena je sv. Jakovu Markijskomu i sjedište joj je u Grebnicama, Posavskih branitelja 5.
    - Župa Kopanice posvećena je sv. Mihovilu arkanđelu i sjedište joj je u Vidovicama.
    - Župa Orašje posvećena je bl. Alojziju Stepincu i sjedište joj je u Orašju, 14. ulica bb.
    - Župa Oštra Luka - Bok posvećena je Imenu Marijinu i sjedište joj je u Boku, poštanski broj 76277.
    - Župa Prud posvećena je sv. Roku i sjedište joj je u Prudu.
    - Župa Tišina posvećena je Materinstvu BDM i sjedište joj je u Bosanskom Šamcu.
      - Župa Tolisa posvećena je Uznesenju BDM i sjedište joj je u Fra Martina Nedića 1 u Tolisi.

    - >Župa Vidovice posvećena je sv. Vidu mučeniku i sjedište joj je u Vidovicama, Podliparska 2.[7]
- Brojem 14 je označena župa Dragalovci koja pripada Banjolučkoj biskupiji

Prostor Vrhbosanske nadbiskupije danas se prostire u dva entiteta, Federaciju BiH, gdje većinom žive Bošnjaci–muslimani (oko 80%) i Hrvati–katolici (oko 20%) i Republike Srpske s većinskim srpskim–pravoslavnim narodom. Sjeverni i istočni dio nadbiskupije nalazi se u Republici Srpskoj, a u tom djelu se nalaze 34 župe nadbiskupije gdje do danas nisu oživjele porušene i prognane župe. Središnji, zapadni i južni dio nadbiskupije pripada Federaciji BiH na čijem teritoriju se nalazi 112 župa, a u Brčko distriktu BiH 8 župa.

## Šport
- Katolička malonogometna liga Vrhbosanske nadbiskupije Ivan Pavao II.

## Vanjske poveznice
- Stranice Vrhbosanske nadbiskupije
- Hrvatska riječ: Na Bobovcu održan 11. Molitveni dan za Domovinu  Arhivirana inačica izvorne stranice od 24. listopada 2012. (Wayback Machine), autor hrijec, 21. listopada 2012.